# Benedetto de Greyss
Benedetto Vincenzo de Greyss (Livorno, 1714 - Venetië, 1758) was een Italiaanse tekenaar van Duitse komaf.
De Greyss was een Dominicaanse monnik die in 1730 vertrok vanuit Duitsland om in Venetië zijn tekenaarscarrière op te zetten. Zijn bekendste werk omvat een serie reproducties van de werken die te vinden waren in de Uffizi in Florence. Dit werk is jammerlijk verloren gegaan, maar er zijn wel enkele losse vellen overgebleven.
- Gemeinsame Normdatei: 1117814068
- Virtual International Authority File: 1524147871994075170009